# Frančišek
Frančišek je moško osebno ime.

## Izvor in pomen imena
Ime Frančišek izhaja iz latinskega imena Franciscus s prvotnim pomenom »nanašajoč se na Franke«, to je »frankovski kralj«. V krščanskem svetu je ime Frančišek postalo popularno po sv. Frančišku, ustanovitelju  po njem imenovanega frančiškanskega reda 

## Slovenske različice
- moške različice imena: Fran, Franc, France, Francek, Francel, Francelj, Franci, Francišek, Franček, Franči, Frank, Franko, Ferenc, Frenk, Frenki, Frenček, Franči, Frančiško, Frančo, Frenko, Ksaver, Ksaverij
- ženske različice imena: Francka, Frančiška, Frana, Franja, Fanča, Fanči, Fani, Fanika, Franca, Franka, Ksavera, Ksaverija

## Tujejezikovne različice
- latinska oblika: Franciscus
- pri Albancih: Françesku
- pri Alemanskih Nemcih: Franz, Fränzi
- pri Angležih: Francis, Frank, Frankie, Franklin
- pri Arabcih: Farānshiskū, Faransīs
- pri Aragoncih: Francho
- pri Armencih: Ֆրանցիսկոս (Franciskos)
- pri Asturcih: Xicu
- pri Baskih: Frantzisko, Patxi, Pantxi
- pri Bavarcih: Franze, Franzi, Franzl
- pri Belorusih: Francišak
- pri Benečanih: Francesco (Francesca), Fransisco (Fransisca), Francisco
- pri Bolgarih: Francisk, Fružin
- pri Bretoncih: Franseza, Frañsez, Fañch, Fañchig, Soaig, Saig
- pri Čehih: František, Franta
- pri Dancih: Frans, Francis(kus)
- pri Estoncih: Franciscus
- pri Fincih: Frans, Fanni, Fransiscus, Ransu
- pri Filipincih: Francisco, Francis, Franco, Kiko
- pri Flamcih: Pago, Pagus
- pri Francozih: François, Francis, Francisque (starofrancosko: Franceis)
- pri Galicijcih: Francisco
- pri Grkih: Fragiskos, Fragkiskos, Frangiskos, Frangkiskos, Frankiskos, Frantzeskos, Frankiski
- pri Hrvatih: Franjo, Frano, Frane, Fran, Francek, Franko
- pri Indijcih (več jezikov): Phrānsis
- pri Indonezijcih: Fransiskus
- pri Ircih (Gaelic): Proinsias, Proinséas, Proinnsias, Pronsious; Francie
- pri Islandcih: Frans
- pri Italijanih: Francesco, Franceschino, Franco, Fra, Franci, Cesco, Cecco, Cecchino, Cesto, Fresco, Chicco, Sisio, Checco, Ciccio, Cuccio
- pri Japoncih: Furanshisu, Furanshisuko
- pri Kataloncih: Francesc, Cesc, Cesco
- pri Kitajcih: Fúlǎngxīsī, Fāngjìgè, Fǎlánxīsī
- pri Konkanijcih (Indija): Frask, Forso
- pri Korejcih: Peuransiseu, Peurancheseuko
- pri Korzičanih: Francescu, Franciscu
- pri Latvijcih: Francisks, Francis
- pri Litvancih: Pranciškus, Pranas
- pri Lombardcih: Francesch
- pri Luksemburžanih: Frens
- pri Madžarih: Ferenc, Feri, Ferkó
- pri Makedoncih: Frensis
- pri Malajamcih (Kerala): Porinchu/Porinju, Pranchi, Prenju, Frenju
- pri Maltežanih: Franġisk, Frans
- pri Napolitancih (Neapeljčanih): Francesco (Ciccio, Ciccillo)
- pri Nemcih: Franziskus, Franz
- pri Nizozemcih: Franciscus, Frans
- pri Normanih: Françouais
- pri Norvežanih: Frans, Fransiskus, Francisco
- pri Okcitancih: Francés, Cescu
- pri Perzijcih (Farsi): Frānsīs, Ferānsīs
- pri Piemontcih: Fransesch
- pri Poljakih: Franciszek (Franek, Franio, Franuś)
- pri Portugalcih: Francisco, Francisquinho, Chico, Chiquinho, Quico, Fran, Paco
- pri Romunih: Francisc
- pri Rusih: Франческо (Frančesko), Франциск (Francisk), Франц (Franc), Франсуа (Fransua)
- pri Sardincih:  Franchiscu, Franciscu, Frantziscu
- pri Siciljancih: Franciscu, Ciscu
- pri Slovakih: František, Fraňo
- pri Srbih: Френсис (Frensis), Franja, Franjo, Franc, Francisko; Slobodan
- pri Škotih (Gaelščina): Frang, Frangag, Frances, Francis
- pri Špancih: Francisco, Paco, Paquito, Curro, Fran, Quico, Pancho, Cisco, Chisco; Francis
- pri Švedih: Franciskus, Frans
- pri Tamilcih: Pirāṉcis
- pri Turkih: Fransız, Fransuva, Françesko
- pri Ukrajincih: Франциск (Francisk)
- pri Valižanih: Ffransis, Fransis, Fransys
- pri Vietnamcih: Phanxicô
- pri Zahodnih Frizijcih: Fransiskus
- v Esperantu: Francisko
- v Svahiliju: Fransisko
- v Jidišu: Fransis

## Pogostost imena
Po podatkih Statističnega urada Republike Slovenije je bilo na dan 31. decembra 2007 v Sloveniji število moških oseb z imenom Frančišek: 2.433. Med vsemi moškimi imeni pa je ime Frančišek po pogostosti uporabe uvrščeno na 93. mesto.

## Osebni praznik
V katoliškem koledarju je ime Frančišek zapisano enajstkrat. Poleg Frančiška na te dneve godujejo tudi Franc, France, Franjo, Franko in različice, ki izhajajo iz teh imen. Pregled godovnih dni po novem bogoslužnem koledarju v katerih goduje Franšišek.
- 13. januar, Frančišek Bianchi, duhovnik († 13. jan. 1819)
- 29. januar, Frančišek Saleški, škof in cerkveni učitelj († 28. jan. 1622)
- 17. februar, Frančišek Clet, mučenec († 17. feb. 1820)
- 2. april, Frančišek Paolski, redovni ustanovitelj († 2. apr. 1507)
- 4. junij, Frančišek Caracciolo, redovni ustanovitelj († 4. jun. 1608)
- 16. junij, Frančišek Regis, duhovnik († 16. jun. 1604)
- 14. julij, Frančišek Solan, redovnik († 14. jul. 1610)
- 17. september, rane sv. Frančiška Asiškega
- 4. oktober, Frančišek Asiški († 3. okt. 1226)
- 3. december, Frančišek Borja († 1. okt. 1572)
- 3. december, Sveti Frančišek Ksaverij, redovnik († 3. dec. 1552)

## Priimki nastali iz imena
Iz imena Frančišek in njegovih različic so nastali priimki: Ferenc, Ferenčak, Ferenček, Ferenčič, Franca, France, Francek, Francekovič, Franceškin, Francelj, Franček, Frančeskin, Frančeškin, Frančič, Frančiškin, Franetič, Frank, Franko, Frankovič, Frant, Frantelj in drugi.

## Znane osebe
- Frančišek Asiški
- Frančišek Jere
- Frančišek Ksaverij
- Frančišek Lampe
- Frančišek Borgia Sedej
- Papež Frančišek